# Метатитанат марганца
Метатитанат марганца — неорганическое соединение,
соль марганца и метатитановой кислоты с формулой MnTiO3,
красные кристаллы,
не растворяется в воде.

## Получение
- В природе встречается минерал пирофанит — MnTiO3 с примесями Fe и Zn [1].
- Спекание оксидов марганца и титана:

{\displaystyle {\mathsf {MnO+TiO_{2}\ {\xrightarrow {900^{o}C}}\ MnTiO_{3}}}}

## Физические свойства
Метатитанат марганца образует красные кристаллы
тригональной сингонии,
пространственная группа R 3,
параметры ячейки a = 0,5126 нм, c = 1,4333 нм, Z = 6
(a = 0,562 нм, α = 54,27°, Z = 2).
Не растворяется в воде.